# Dagupan
Dagupan è una città componente delle Filippine, situata nella Provincia di Pangasinan, nella Regione di Ilocos.
La città si affaccia nel Golfo di Lingayen in cui ha stabilito un grande porto. La popolazione dall'anno del primo censimento (1995) fino all'ultimo (2007) è aumentata lentamente, dai circa 129.000 abitanti del 1995 ai circa 150.000 del 2007. Ora è una delle più importanti città portuarie del Nord delle Filippine.
Dagupan è formata da 31 baranggay:
- Bacayao Norte
- Bacayao Sur
- Barangay I (T. Bugallon)
- Barangay II (Nueva)
- Barangay IV (Zamora)
- Bolosan
- Bonuan Binloc
- Bonuan Boquig
- Bonuan Gueset
- Calmay
- Carael
- Caranglaan
- Herrero
- Lasip Chico
- Lasip Grande
- Lomboy

- Lucao
- Malued
- Mamalingling
- Mangin
- Mayombo
- Pantal
- Poblacion Oeste
- Pogo Chico
- Pogo Grande
- Pugaro Suit
- Salapingao
- Salisay
- Tambac
- Tapuac
- Tebeng